# Epiptilodontis pterostomina
Epiptilodontis pterostomina är en fjärilsart som beskrevs av Sergius G. Kiriakoff 1963. Epiptilodontis pterostomina ingår i släktet Epiptilodontis och familjen tandspinnare. Inga underarter finns listade i Catalogue of Life.